# Saint-Nicolas-de-Bourgueil
Saint-Nicolas-de-Bourgueil là một xã trong tỉnh Indre-et-Loire, thuộc vùng hành chính Centre-Val de Loire của nước Pháp, có dân số là 1319 người (thời điểm 1999). Xã nằm trên đường đến các lâu đài nổi tiếng như Lâu đài Chenonceaux, Lâu đài Villandry...

## Nhân khẩu học
| 1962  | 1968  | 1975  | 1982  | 1990  | 1999  |
| ----- | ----- | ----- | ----- | ----- | ----- |
| 1 319 | 1 273 | 1 173 | 1 116 | 1 176 | 1 194 |